# Cathrine Fabricius-Hansen
Cathrine Fabricius-Hansen (* 18. Dezember 1942 in Holstebro, Dänemark) ist eine dänische Sprachwissenschaftlerin, die sich insbesondere mit Strukturvergleichen der Sprachen Norwegisch, Dänisch und Deutsch befasst. Sie hat Wesentliches zur Grammatik des Deutschen beigetragen und ist Mitverfasserin der neuen Duden-Grammatik von 2006.

## Leben
Cathrine Fabricius-Hansen studierte in Kopenhagen Linguistik und Germanistik. Nach dem Magisterabschluss 1969 lehrte sie dort als Assistant-Professorin. 1975 wurde sie Universitätslektorin an der Universität Oslo und wurde dort nach Erscheinen ihrer Schrift „Tempus fugit. Über die Interpretation temporaler Strukturen im Deutschen“ 1986 sofort zur ordentlichen Professorin für deutsche Sprache ernannt. Im Jahr darauf wurde sie mit dieser Arbeit in Kopenhagen doktoriert. Sie erhielt viele Ehrungen und Auszeichnungen, unter anderem in Deutschland 2002 den Jacob- und Wilhelm-Grimm-Preis des Deutschen Akademischen Austauschdienstes (DAAD), 2004 den Konrad-Duden-Preis und 2007 ein Ehrendoktorat der Universität München. 2016 ist Cathrine Fabricius-Hansen zum Mitglied der Deutschen Akademie für Sprache und Dichtung gewählt worden.

## Werk
Ihre Leistung liegt in der konsequenten Durchführung eines empirischen Ansatzes zum einen und zum anderen dem zwischensprachlichen Vergleich. Diese Auffassung wurde für die neuere deutsche Schulgrammatik mit ausschlaggebend. Für die neue Duden-Grammatik von 2006, die damit erstmals von einer präskriptiven Position abrückte, trug sie das Kapitel über das Verb bei. Ihr gelang, die Gebrauchsgrammatik durchlässig zu machen für viele Fragen aus neuerer Forschung, ohne damit nur in den Streit der verschiedenen Grammatikkonzeptionen zu verfallen.

## Schriften
Ihre Schriften sind auf der Website der Universität Oslo verzeichnet. Es stehen Aufsätze zum Download bereit.
- Herausgabe und Vorwort: Studien über das deutsche Verbum infinitum von Gunnar Bech (EA 1955-1958). Niemeyer Max Verlag GmbH (1983) google
- Tempus Fugit. Über die Interpretation temporaler Strukturen im Deutschen. Düsseldorf: Schwann-Bagel, 1986. (Inhaltsangabe)
- Das Verb. In: Der Duden in zwölf Bänden. Band 4: Die Grammatik. Bibliographisches Institut, 7. Auflage 2006, S. 395–572.
- Deutsch – eine 'reife' Sprache. Ein Plädoyer für die Komplexität, in: Deutsch von außen. Jahrbuch des Instituts für Deutsche Sprache 2002,  S. 99–112. Mouton de Gruyter 2003. ISBN 3-11-017746-3
- Übersetzen mit Stil – ein unmögliches Ziel? In: Übertragung, Annäherung, Angleichung. Sieben Beiträge zu Theorie und Praxis des Übersetzens. Hrsg. Cathrine Fabricius-Hansen und Johanns Østbø. Frankfurt a. M. 2000, S. 65–96 (= Osloer Beiträge zur Germanistik, Heft 25)